# Góra Stołowa (Góry Świętokrzyskie)
Góra Stołowa – szczyt (423 m n.p.m.) w Górach Świętokrzyskich położony na pn.-zach. od Cisowa. Jest całkowicie zalesionym, centralnym wzniesieniem Pasma Cisowskiego o dość urozmaiconej rzeźbie zboczy. Wraz z położonymi na wschód nieco wyższymi Włochami (427 m n.p.m.) tworzą oryginalny kolisty grzbiet otwarty ku południu.
Na północnym zboczu góry w latach 1943–1944 obozował oddział AK „Barabasza”. W miejscu tym stoi dziś pamiątkowy żelazny krzyż.
Przez szczyt przechodzi niebieski szlak turystyczny z Chęcin do Łagowa.